# Campagne de Russie
Sixième Coalition
Batailles
Campagne de Russie (1812)
- Liste des batailles
- Mir
- Moguilev
- Ostrovno
- Vitebsk
- Kliastitsy
- Smolensk
- 1re Polotsk
- Valoutina Gora
- Moskova
- Moscou
- Winkowo
- 2e Polotsk
- Maloïaroslavets
- Gorodnia
- Czaśniki
- Viazma
- Smoliani
- Krasnoï
- Bérézina

Campagne d'Allemagne (1813)
- Dantzig
- Lunebourg
- Möckern
- Lützen
- Bautzen
- Reichenbach
- Haynau
- Luckau
- Hoyerswerda
- Lauenbourg
- Goldberg
- Gross Beeren
- Katzbach
- Dresde
- Kulm
- Dennewitz
- Peterswalde
- Liebertwolkwitz
- Leipzig
- Hanau
- Sehested
- Torgau
- Hambourg

Campagne de France (1814)
- Sainte-Croix-en-Plaine
- Besançon
- Mayence
- Metz
- Saint-Avold
- 1re Saint-Dizier
- Brienne
- La Rothière
- Campagne des Six-Jours (Champaubert
- Montmirail
- Château-Thierry
- Vauchamps)
- Mormant
- Montereau
- Bar-sur-Aube
- Saint-Julien
- Laubressel
- Berry-au-Bac
- Craonne
- Coutures
- Laon
- Soissons
- Mâcon
- Reims
- Saint-Georges-de-Reneins
- Limonest
- Arcis-sur-Aube
- Fère-Champenoise
- 2e Saint-Dizier
- Meaux
- Claye
- Villeparisis
- Paris

- Feistritz
- Caldiero (en)
- Trieste
- Mincio

- Hoogstraten (de)
- Anvers
- Berg-op-Zoom
- Courtrai

La campagne de Russie, également connue en Russie comme la guerre patriotique de 1812, est une campagne militaire menée par l’empereur Napoléon Ier en 1812 et lors de laquelle les troupes françaises ont envahi l'Empire russe. Elle a pour principale cause la levée par Alexandre Ier de Russie du blocus continental imposé par Napoléon à toute l'Europe depuis 1806, contre le Royaume-Uni.
Jusqu’à la prise de Moscou, face à une armée impériale russe inférieure en nombre au début de l’invasion, l’avantage est aux forces napoléoniennes. Mais le prince russe Mikhaïl Koutouzov, général en chef, relève le moral de son armée et l’encourage à mener une contre-offensive, en organisant le harcèlement de la Grande Armée lors de la retraite française. C'est ainsi que les maladies, l’hiver, mais aussi les soldats et la population russes, sont responsables de la défaite de Napoléon en Russie.
Les guerres napoléoniennes ont profondément marqué la culture russe. La campagne de Russie a été relatée par Léon Tolstoï dans son célèbre roman historique Guerre et Paix, ainsi qu’évoquée par Piotr Ilitch Tchaïkovski dans son Ouverture 1812. Durant la Seconde Guerre mondiale, l’invasion allemande de l’Union soviétique a été mise en parallèle avec la campagne de Russie.

## Causes de la campagne de Russie
Au moment de la campagne, Napoléon était au sommet de son règne avec toutes les nations d’Europe continentale sous son contrôle (à l'exception notable de la péninsule Ibérique), ou sous le contrôle de nations vaincues par son empire et évoluant sous des traités favorables à la France. En 1807, le traité de Tilsit règle la paix entre l’Empire et la Russie. Alexandre espérait à travers le général Caulaincourt un traité interdisant le rétablissement de la Pologne. Napoléon désavoua Caulaincourt, et marqua alors la rupture de confiance avec Alexandre. Ainsi, le traité de paix avec l’Autriche de 1809 contint une clause annexant la Galicie au profit du grand-duché de Varsovie. La Russie considérait cette clause comme allant à l’encontre de ses intérêts et la Pologne comme le point de départ d’une éventuelle invasion de son territoire.
La Russie, alors dotée d’une industrie manufacturière faible, mais riche en matières premières, souffrait du blocus continental qui la privait d’une partie de son commerce, de ses ressources et de revenus pour acheter des biens manufacturés. La levée du blocus par la Russie mit Napoléon en rage et l’encouragea dans la voie de la guerre. Son mariage avec Marie-Louise d'Autriche, auquel Alexandre refusa de participer, renforça aussi la défiance à l’égard de la Russie, alors qu’un peu plus tôt, un mariage, qui aurait concrétisé l’alliance franco-russe, avec la sœur d’Alexandre, la princesse Catherine, avait été envisagé. En réalité, des militaires dans l’entourage du tsar élaboraient des projets de guerre contre la France dès le début de l’année 1810,. Il était clair pour eux qu’il s’agirait d’une guerre d'agression destinée à renverser l’ordre établi en Europe par Napoléon. Au début de l’année 1811, le tsar contacta son ancien ministre et ami le prince Adam Jerzy Czartoryski pour le persuader d’inciter les Polonais du duché de Varsovie à soutenir une invasion russe. Il fit aussi des propositions d’alliance offensive à l’empire d'Autriche et au royaume de Prusse. Parallèlement, Alexandre concentra des troupes aux frontières du duché de Varsovie, faisant venir des divisions de Finlande et du front ottoman. Alerté par les Polonais et ses ambassadeurs en Suède et à Constantinople, Napoléon, surpris de ces préparatifs de guerre, se mit à renforcer ses troupes en Allemagne et en Pologne, qu’il était encore en train d’évacuer depuis leur déploiement pendant la guerre de 1809. Contrairement à une idée reçue, Napoléon se serait montré ouvert à un traité commercial franco-russe prenant en compte les besoins de l’économie russe. Ce n’est qu’après le décret russe sur les tarifs douaniers que Napoléon suspend l’importation de bois de marine de Russie, dont il avait besoin pour la reconstruction de sa marine.

## Dénomination
La campagne de Russie de 1812 est connue en Russie sous le nom de « guerre patriotique », en russe Отечественная война, Otetchestvennaïa Voïna ou « guerre de 1812 ».

## Forces en présence

### La Grande Armée
La Grande Armée est forte de 680 000 hommes, dont 440 000 franchissent le Niémen, ce qui en fait la plus grande armée européenne jamais rassemblée. Au nord-est de l'actuelle Pologne, l'armée commence à franchir le fleuve Niémen le 24 juin 1812 et se dirige vers Vilnius et Minsk.
À la fin juin, la Grande Armée se répartit comme suit, du nord au sud :
- Le maréchal d'Empire MacDonald avec son Xe corps d’armée (~29 100 hommes), incluant le contingent prussien, à Tilsit. La mission de cette force était de prendre Rīga et de se diriger vers Saint-Pétersbourg.
- L’empereur Napoléon Ier, avec la Garde impériale (~30 500 hommes), sous Mortier, Lefebvre et Bessières, le Ier corps d’armée (~66 000 h.) de Davout[13], le IIe corps d’armée (~37 000 h.) d’Oudinot, le IIIe corps d’armée (~37 800 h.) de Ney et la réserve de cavalerie (~20 800 h.) sous Murat avec les Ier et IIe corps de réserve de cavalerie de Nansouty et Montbrun ; le tout concentré devant Kovno. Cette force centrale avait pour but d’engager et détruire la principale armée russe (la 1re armée de l’Ouest) sous Barclay de Tolly.
- Eugène de Beauharnais avec son IVe corps d’armée (~45 000 h. dont environ un tiers d’Italiens), le VIe corps d’armée (bavarois) (~23 600 h.) de Gouvion-Saint-Cyr et le IIIe corps de réserve de cavalerie (~6 800 h.) de Grouchy ; le tout concentré à l’arrière et à droite de la force de Napoléon. Les ordres d’Eugène étaient de maintenir le contact avec les unités plus au sud et de protéger la force principale contre une attaque de la 2e armée de l’Ouest russe de Bagration.
- Jérôme Bonaparte avec le Ve corps d’armée (polonais) (~34 600 h.) de Poniatowski, le VIIIe corps d’armée (westphalien) (~16 700 h.) de Vandamme et le IVe corps de réserve de cavalerie (à moitié polonais, un quart saxon et un quart westphalien) (~7 300 h.) de Latour-Maubourg ; le long du Niémen au sud-ouest de Grodno. Cette force était supposée engager la 2e armée de l’Ouest russe de Bagration. Reynier avec son VIIe corps d’armée (saxon) (~20 000 h., ~17 000 combattants[11]) près de Bialystok doit maintenir la jonction entre Jérôme et Schwarzenberg.
- Charles Philippe de Schwarzenberg avec son XIIe corps d’armée (~32 900 h.), incluant le contingent autrichien, près de Lublin. Ce corps était supposé couvrir le Sud de la Pologne contre une invasion russe à partir de l’Ukraine (la 3e armée de l’Ouest (ou d’Observation) russe de Tormassov s’y trouvait).
- En Prusse le IXe corps d’armée (un tiers polonais et un tiers allemand) (~25 000 h. au 31 août) de Victor et le XIe corps d’armée de Pierre Augereau (largement composé d’unités de dépôt et de réserve) (~28 000 h. au 15 août). Ces deux corps s’occuperaient de la garnison de la Prusse et de la Pologne et augmenteraient la Grande Armée en Russie si nécessaire.
- 1 200 pièces d’artillerie[14].
- plus de 180 000 chevaux (de cavalerie, d’artillerie, de trait).

À cela s’ajoutent 80 000 Gardes nationaux, engagés par conscription pour défendre la frontière impériale du duché de Varsovie. En comptant ceux-ci, l’effectif total des forces impériales françaises sur la frontière russe et en Russie atteint environ 771 500 hommes. Cet énorme déploiement de troupes pénalise grandement l’Empire, en particulier si l’on considère les 300 000 Français supplémentaires se battant dans la péninsule ibérique et les plus de 200 000 hommes en Allemagne et en Italie.
Le gros de l’armée se compose de 450 000 Français, les alliés de la France formant le reste. En plus du corps d’armée autrichien détaché sous les ordres de Schwarzenberg, on compte environ 95 000 Polonais, 90 000 Allemands (24 000 Bavarois, 20 000 Saxons, 20 000 Prussiens, 17 000 Westphaliens et quelques milliers d’hommes venus de plus petits États rhénans), 25 000 Italiens, 12 000 Suisses, 4 800 Espagnols, 3 500 Croates et 2 000 Portugais. À cela s’ajoutent des contingents néerlandais et belges. Chaque nationalité du vaste empire napoléonien est représentée.

### L'armée impériale russe

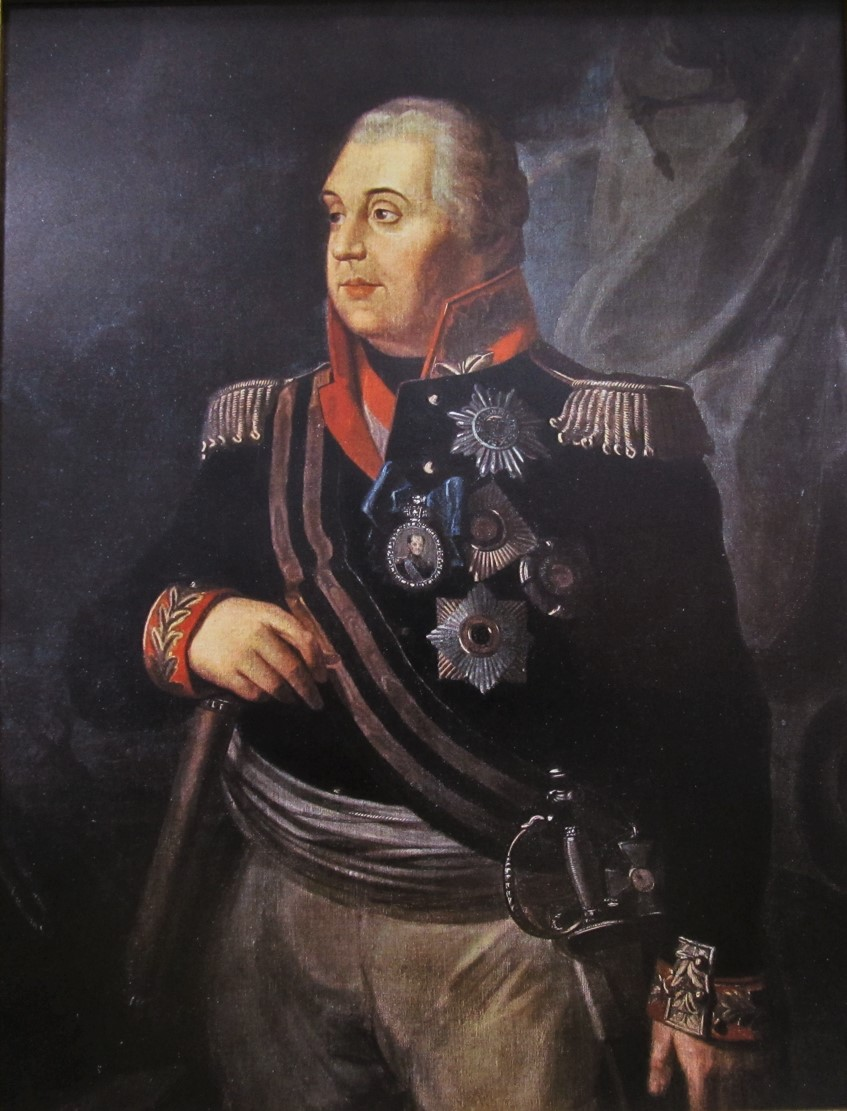
Le prince russe Mikhail Koutouzov, général en chef de l’armée impériale russe du tsar Alexandre Ier.

Si l’on en croit les estimations les plus récentes, l’armée impériale russe qui lui fait face est moins nombreuse, du moins au début de la campagne. Environ 280 000 Russes sont déployés sur la frontière polonaise (en préparation de l’invasion prévue du satellite français qu’était le grand-duché de Varsovie). Au total, l’armée russe compte plusieurs centaines de milliers d'hommes au début de la guerre (les estimations vont de 350 000 jusqu’à 710 000). Ceux-ci se répartissent en trois armées :
- la première armée de l’ouest (commandée par le général Mikhail Barclay de Tolly : six corps d’armée d’infanterie, trois de cavalerie de réserve, dix-huit régiments de cosaques : quelque 159 800 hommes et 558 pièces d’artillerie[14],
- la deuxième armée de l’ouest (commandée par le général Bagration) : deux corps d’armée d’infanterie, un de cavalerie de réserve, neuf régiments de cosaques du Don : 62 000 hommes et 216 pièces d’artillerie[14],
- la troisième armée de l’ouest (ou d’observation), (commandée par le général Tormassov) : trois corps d’armée d’infanterie, un de cavalerie de réserve, neuf régiments de cosaques : 58 200 hommes et 168 pièces d’artillerie[14].

Deux corps de réserve, un de 65 000 hommes et un autre de 47 000 hommes, soutiennent ces trois armées. D’après ces chiffres, l’armée russe qui fait immédiatement face à Napoléon compte quelque 392 000 hommes. De plus, la paix est assurée avec la Suède et l’Empire ottoman pour Saint-Pétersbourg, ce qui libère plus de 100 000 hommes (du Corps de Finlande de Steinheil et de l’armée du Danube de Tchitchagov). Des efforts sont faits pour grossir les armées russes et, en septembre, l’effectif est porté à environ 900 000, sans compter les unités cosaques irrégulières, qui apportent probablement 70 000 ou 80 000 hommes au total.

## La marche sur Moscou

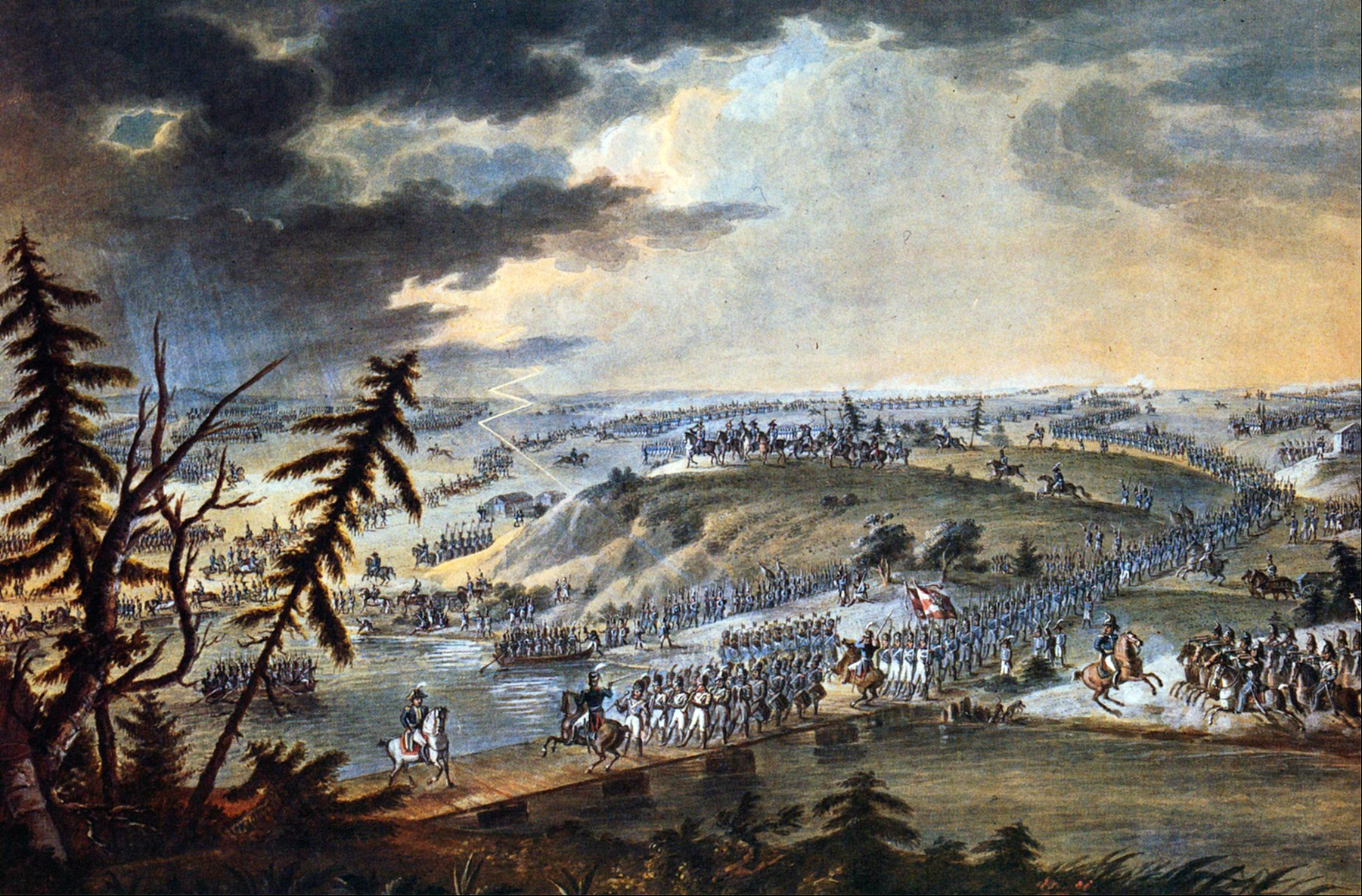
L’armée de Napoléon traversant le Niémen, auteur inconnu

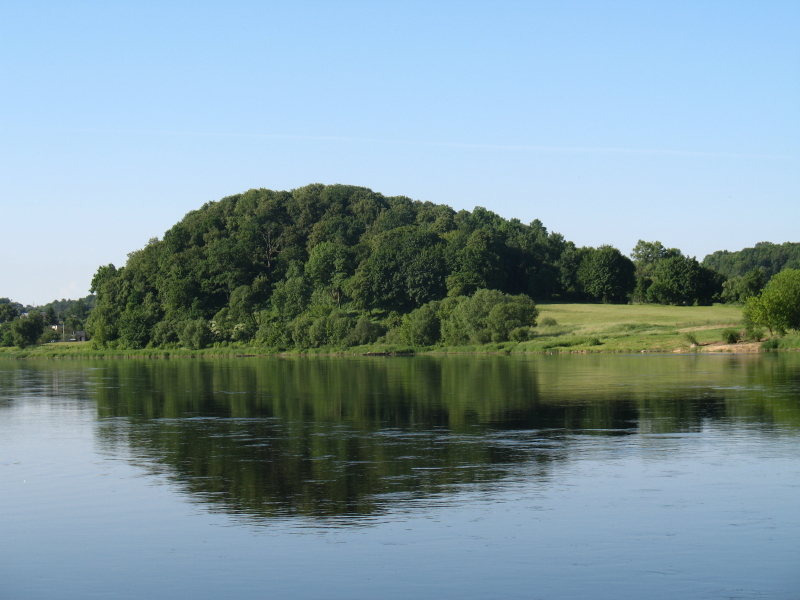
Colline de Napoléon à l’est de Kaunas

Le 23 juin 1812, l'essentiel de l'armée est regroupée près du fleuve Niémen ; depuis son quartier général de Wilkowiski, Napoléon fait annoncer à ses soldats :

« Soldats, la seconde guerre de la Pologne est commencée ; la première s’est terminée à Tilsitt. À Tilsitt, la Russie a juré éternelle alliance à la France et guerre à l’Angleterre. Elle viole aujourd’hui ses serments. La Russie est entraînée par sa fatalité ; ses destins doivent s’accomplir. Nous croit-elle donc dégénérés ? Marchons donc en avant ; passons le Niémen, portons la guerre sur son territoire. La seconde guerre de la Pologne sera glorieuse aux armées françaises comme la première. »

Napoléon avait envoyé une dernière offre de paix à Saint-Pétersbourg peu avant d’entamer les opérations. Ne recevant pas de réponse, il ordonne d’avancer en Pologne russe.
Le quartier général de l’armée française passe le Niémen près de Kowno, Pilona et Grodno,,. L’armée se compose de dix corps commandés, le premier par le maréchal Davout, le deuxième par le maréchal Oudinot, le troisième par Ney, le quatrième, sous le nom d’armée d’Italie, par le prince Eugène de Beauharnais, le cinquième par Poniatowski, le sixième par Gouvion-Saint-Cyr, le septième par le général Reynier, le huitième par le général Vandamme, le neuvième, dont les cadres seuls sont formés, par le maréchal Victor, le dixième par le maréchal Macdonald. La vieille garde est commandée par le maréchal Lefebvre, la jeune par le maréchal Mortier, la réserve de cavalerie par Murat. La cavalerie de la garde de Bessières agit à part.
Un corps auxiliaire de 30 000 Autrichiens marche séparément. Dans cette nombreuse armée, les Français figurent pour 270 000 combattants. L’armée russe est forte, tant infanterie que cavalerie, de 360 000 hommes, sans compter deux corps qui se forment, l’un en Lituanie et l’autre à Rīga.
Le temps se gâte dès le 24 juin : huit jours d’orage, suivis de la canicule. L'été russe décime la Grande Armée. Couverts de poux, les hommes ont faim. Les chevaux meurent, les pouilleux meurent du typhus et des dysenteries provoquées par les eaux polluées. La discipline se relâche. Les chevaux rongent la paille des chaumières et l'écorce des arbres. Une grande partie de la cavalerie est mise à pied.
Les troupes françaises font leur entrée à Wilna (Vilnius), ancienne capitale de la Lituanie. Les Russes, en se retirant, détruisent tout ; ils livrent aux flammes d’immenses magasins, 150 000 quintaux de farine, des fourrages, des habits ; ils jettent dans la Vilnia une grande quantité d’armes.

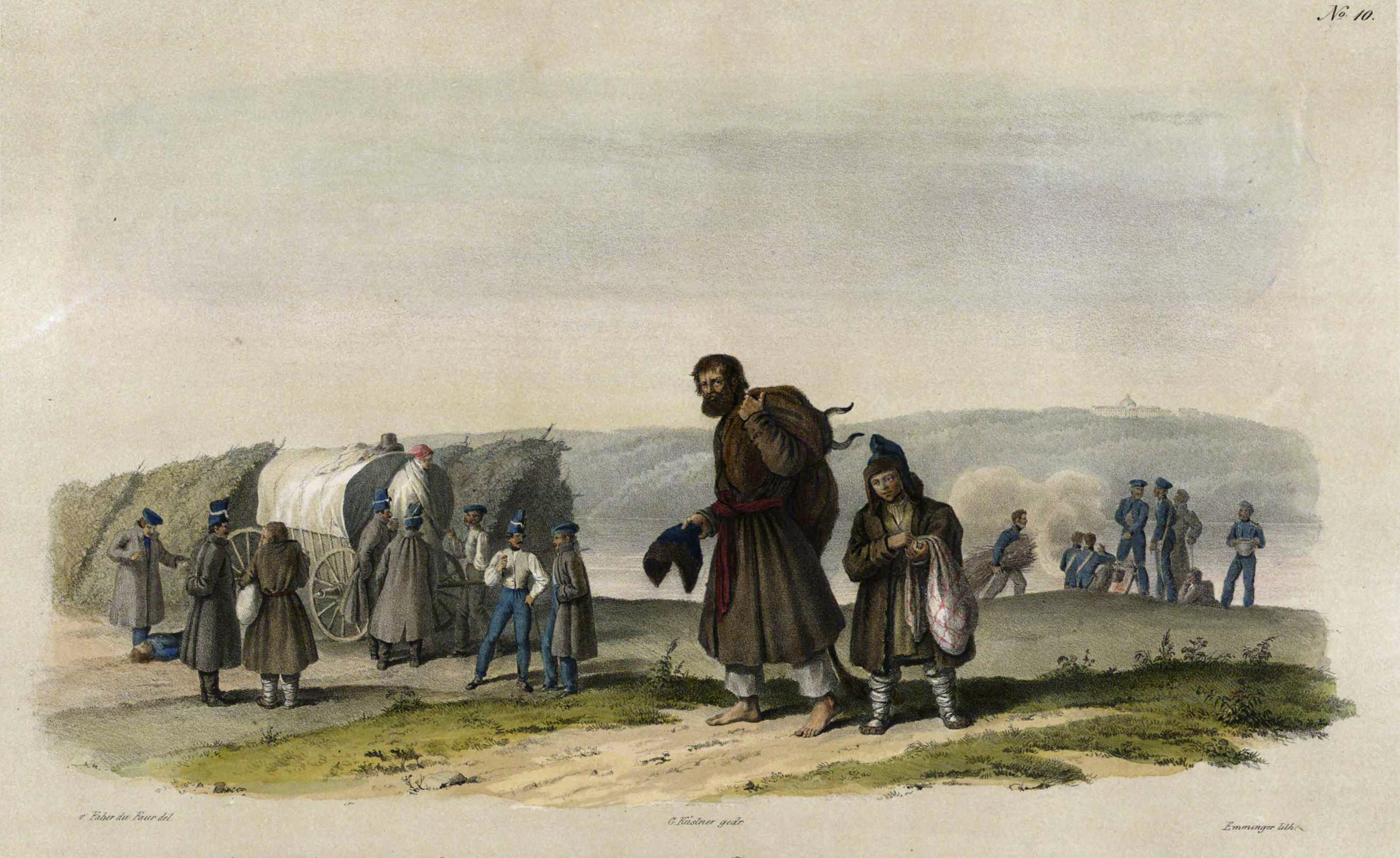
Les villages russes sont trop pauvres pour fournir du ravitaillement et les soldats français tombent d'épuisement et de maladies, gravure de Christian Wilhelm von Faber du Faur, v. 1831-1834.

Au début de la campagne, Alexandre Ier, conseillé par le général prussien Phull, établit un grand camp retranché à Drissa. Cependant, l'état-major convainc le tsar que la position, mal conçue, est indéfendable. Alexandre quitte l'armée en laissant le commandement au général Barclay de Tolly qu'il autorise à battre en retraite vers Vitebsk. Les Russes offrent seulement une résistance sporadique et Barclay, malgré les instances de Bagration, refuse de prendre le risque d’une bataille rangée. À plusieurs reprises, il tente d’établir une position défensive forte mais, à chaque fois, l’avance française est trop rapide pour lui permettre de finir les préparatifs et le force à battre en retraite. Ceci est souvent considéré comme un exemple de politique de la terre brûlée : en réalité, la retraite russe ne faisait pas partie d’un plan établi pour attirer les Français dans les terres russes où l’hiver et le manque de provisions suffisantes contribueraient à les anéantir, mais plutôt de l’impossibilité pour les commandants russes de trouver une occasion de combat dans des conditions favorables, en raison de la vitesse et de la puissance de l’avance française[réf. nécessaire].
Le 14 juillet, l’empereur Alexandre se montre à Moscou pour exciter le zèle et le courage de ses habitants.
Le 28 juillet, les Français entrent à Vitebsk. Les Russes continuent à se replier. La Grande Armée les suit sans trouver l’occasion de combattre. Enfin, ils arrivent sous les murs de Smolensk, ville russe entourée de murailles de trois mètres d’épaisseur, flanquée de tours. À ces fortifications massives, on venait d’ajouter d’autres ouvrages exécutés avec soin et bien entretenus. Barclay avait jeté dans la place 30 000 hommes, et il se tenait en bataille sur les deux rives du Dniepr, communiquant avec la ville par des ponts.
Sous la pression politique qui exigeait une bataille, Barclay dut livrer combat malgré sa prudence. Le 17 août, Smolensk subit un bombardement massif et plusieurs assauts français. La ville fut en grande partie incendiée, et les Russes, pour éviter l’encerclement, se replièrent dans la nuit du 17 au 18 août. Officiellement, la prise de Smolensk fut présentée comme une victoire française ; en réalité, il s’agissait d’un succès tactique coûteux mais d’un échec stratégique, Napoléon n’ayant pas réussi à infliger aux Russes la bataille décisive qu’il espérait.

### Bataille de Smolensk

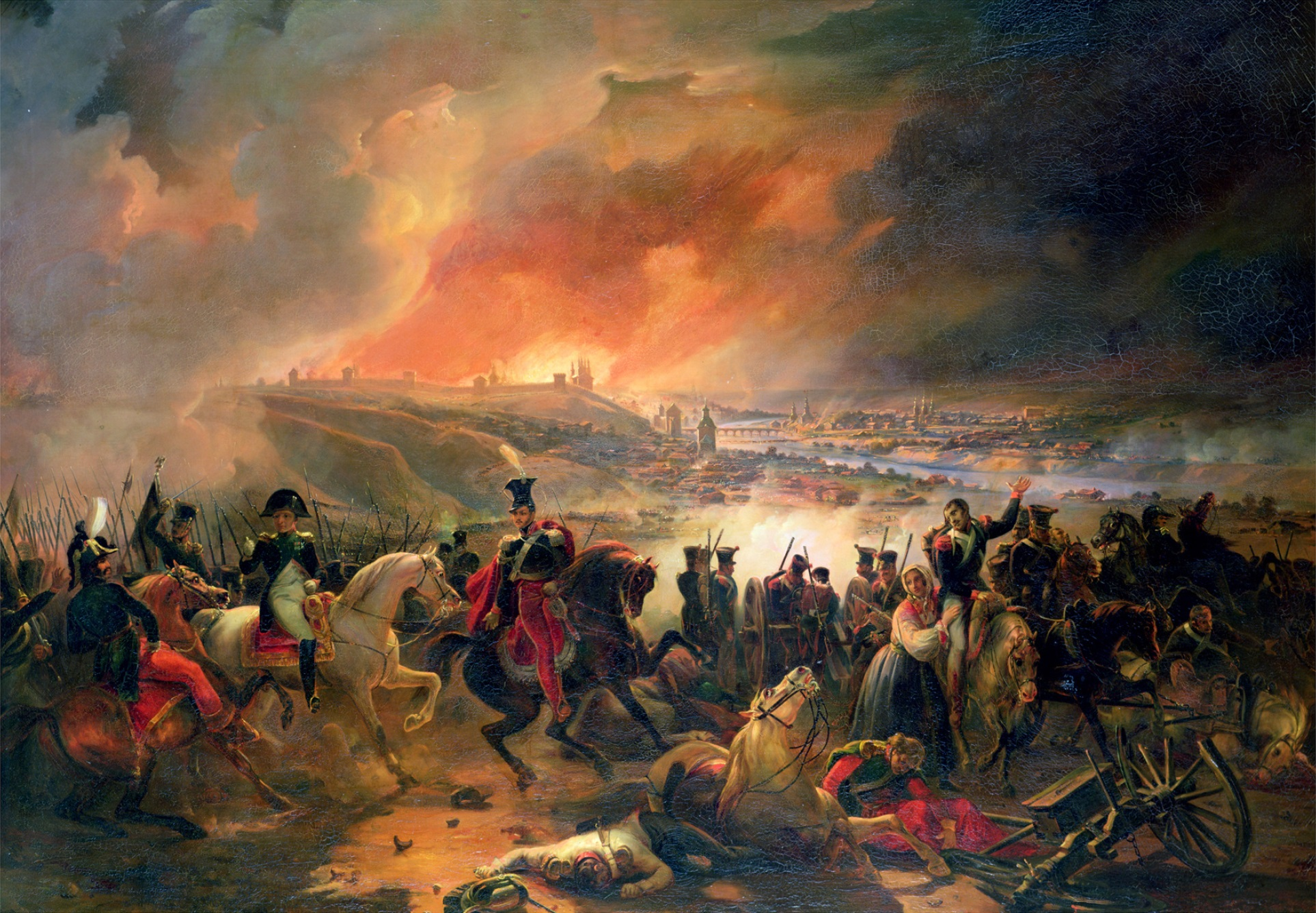
Bataille de Smolensk.

Le 17 août, vers une heure de l’après-midi, Napoléon donne le signal de l’attaque. Les faubourgs, retranchés et défendus par une forte artillerie, sont enlevés, tandis que les remparts et les positions russes sur la rivière sont soumis à un bombardement intense. La ville prit feu rapidement, peut-être sous l’effet des projectiles français mais aussi par les incendies allumés par les Russes eux-mêmes afin de couvrir leur retraite. Selon Jomini, qui fut nommé gouverneur de Smolensk peu après, environ la moitié de la ville fut détruite. Dans la nuit du 17 au 18 août, l’armée russe évacua Smolensk pour éviter l’encerclement.
Officiellement, la prise de Smolensk fut présentée comme une victoire française. En réalité, il s’agissait d’un succès tactique coûteux mais d’un échec stratégique : Napoléon n’avait pas obtenu la bataille décisive qu’il recherchait. Le nombre de pertes reste controversé : les bulletins français minimisaient fortement les chiffres. Zamoyski et Thiers reconnaissent que ces données étaient édulcorées ; Buturlin parle de 14 000 pertes du côté français contre 6 000 russes. Larrey, chirurgien en chef de la Garde, évoque pour sa part environ 10 000 blessés français et russes réunis dans quinze bâtiments transformés en hôpitaux.
Le 18 août, l’armée française affronta de nouveau l’arrière-garde russe à Valoutina Gora (ou Loubino). Dans ce combat acharné, le général Gudin fut mortellement blessé. Les Russes réussirent à se retirer en bon ordre, et l’action, bien que reprise dans les bulletins comme une nouvelle « victoire », ne permit pas davantage d’anéantir l’armée ennemie.
Au même moment, sur d’autres points du front, eurent lieu divers combats où les troupes de l’Empire connurent des fortunes diverses : le 6e corps, commandé par Gouvion-Saint-Cyr, battit Wittgenstein lors de la première bataille de Polotsk, lui infligeant plusieurs milliers de pertes et capturant vingt pièces de canon. Mais Wittgenstein organisa rapidement une contre-attaque qui obligea Gouvion-Saint-Cyr à se replier.
Après l’affaire de Valoutina, poursuivant l’ennemi, la Grande Armée atteignit Gjat, où elle put prendre quelques jours de repos et se préparer à la grande bataille que l’Empereur jugeait imminente.
À la suite de Smolensk, Barclay fut remplacé au commandement suprême par Koutouzov, figure populaire et vétéran des guerres contre les Turcs. Malgré sa rhétorique offensive, celui-ci poursuivit la stratégie de recul, promettant de couvrir Moscou et de préserver l’armée russe pour une bataille générale, qui eut lieu à Borodino quelques semaines plus tard.

## Échec stratégique vers Saint-Pétersbourg

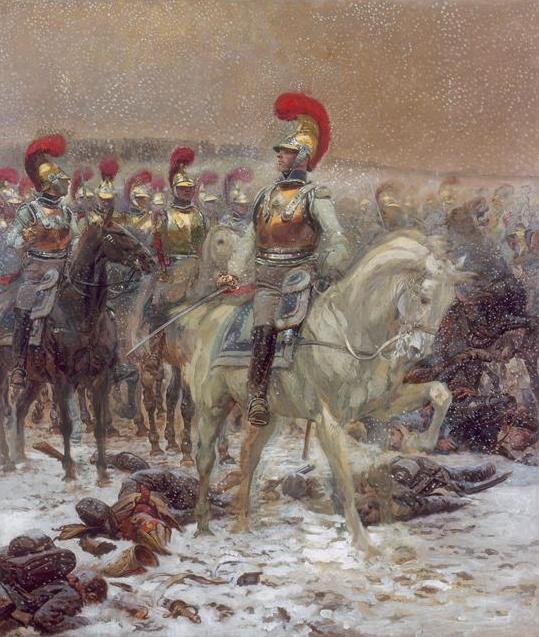
Carabiniers à cheval en Russie, par Édouard Detaille.

Pendant que l’armée principale s’enfonce, au centre, dans l’immense plaine russe en direction de Moscou, au nord MacDonald échoue avec le Xe corps d’armée franco-prussien à s’emparer de Riga, assiégée en vain. Puis le IIe corps d’armée d’Oudinot est repoussé par Wittgenstein à deux reprises en direction de la capitale russe sur la Néva où s’est réfugié Alexandre Ier : le 1er août à Kliastitsy sur la route entre Minsk et Pskov, puis le 18 août à Polotsk, tout ceci à moins de 300 km au sud de Saint-Pétersbourg. Désormais le IIe corps perd tout caractère offensif et reçoit l’ordre de se retrancher le long de la Dvina.
Ces échecs, s’ils passent assez inaperçus et semblent peu décisifs, ont eu de très graves conséquences pour Napoléon :
- ils isolent la progression de l’armée principale en route vers Moscou, désormais seule à avancer, ceci d’autant plus imprudemment que Schwarzenberg, censé protéger son flanc sud avec le XIIIe corps autrichien, lui, s’est bien gardé de s’enfoncer profondément vers l’est ;
- ils obligent Napoléon à surveiller particulièrement son flanc nord pour maintenir ses lignes arrière, mission qu’il confie à Gouvion-Saint-Cyr et consistant désormais à tenir défensivement la ligne sur le fleuve Dvina ;
- ils redressent le moral et renforcent la ténacité des Russes, incapables encore de s’opposer directement à l’Empereur, mais qui savent ses généraux plus vulnérables, et qui peuvent légitimement penser qu’ils auront leur heure, tôt ou tard ;
- ils donnent un caractère non décisif, voire simplement tactique, aux batailles de Smolensk et de la Moskova/Borodino, l’ennemi russe, repoussé à chaque fois, n’étant pas globalement déstabilisé, ni à présent déstabilisable ;
- ils contribuent sans doute enfin à rendre infructueuses les offres de paix de Napoléon, une fois Moscou conquise, Alexandre Ier ne se sentant nullement menacé en son palais de Saint-Pétersbourg.

Par ailleurs au moment où Napoléon va quitter Moscou, Wittgenstein qui s’est renforcé, enfonce Saint-Cyr encore à Polotsk, et franchissant la Dvina menace la route principale de Moscou à Vilnius, rendant plus incertaine encore la retraite de la Grande Armée.

### Bataille de la Moskova

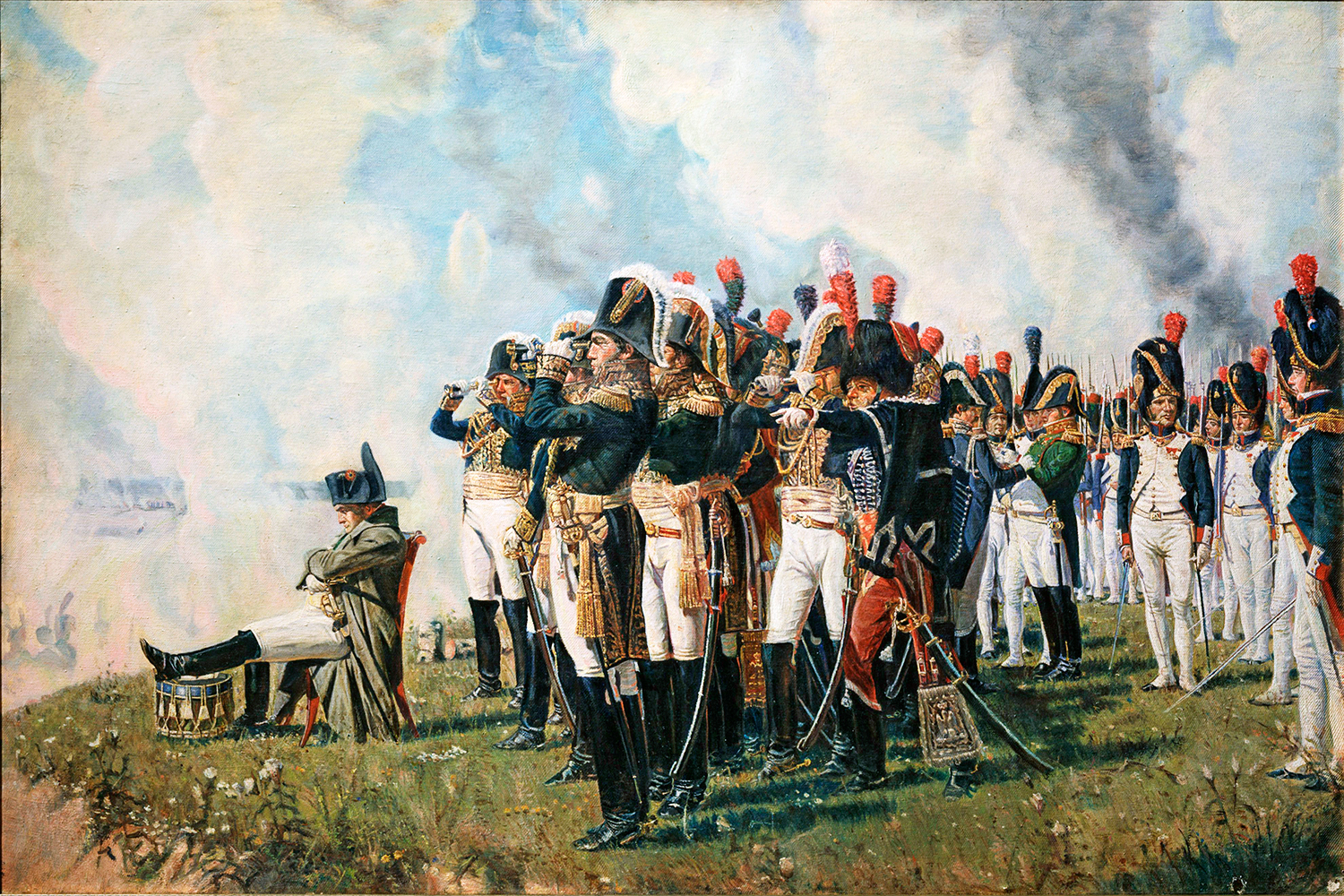
Napoléon à Borodino (l’empereur et ses maréchaux à la bataille de la Moskowa, ou bataille de Borodino), par Vassili Verechtchaguine.

C’est le 7 septembre 1812 qu’est livrée la bataille appelée, par les Français, de la Moskova, et par les Russes de Borodino, parce que l’action a lieu sur le plateau qui domine ce village.

Napoléon harangue ainsi ses troupes : 

« Soldats ! Voilà la bataille que vous avez tant désirée. Désormais la victoire dépend de vous ; elle nous est nécessaire, elle vous donnera l’abondance, de bons quartiers d’hiver et un prompt retour dans la patrie. Conduisez-vous comme à Austerlitz, à Friedland, et que la postérité la plus reculée cite avec orgueil votre conduite dans cette journée ; que l’on dise de vous : « Il était à cette grande bataille livrée sous les murs de Moscou ». »

La veille et pendant la nuit il a plu. À cinq heures, le soleil se lève sans nuage : « Soldats ! — s’écrie Napoléon — voilà le soleil d’Austerlitz ! » Cette exclamation passe de rang en rang et remplit les troupes d’ardeur et d’espérance.

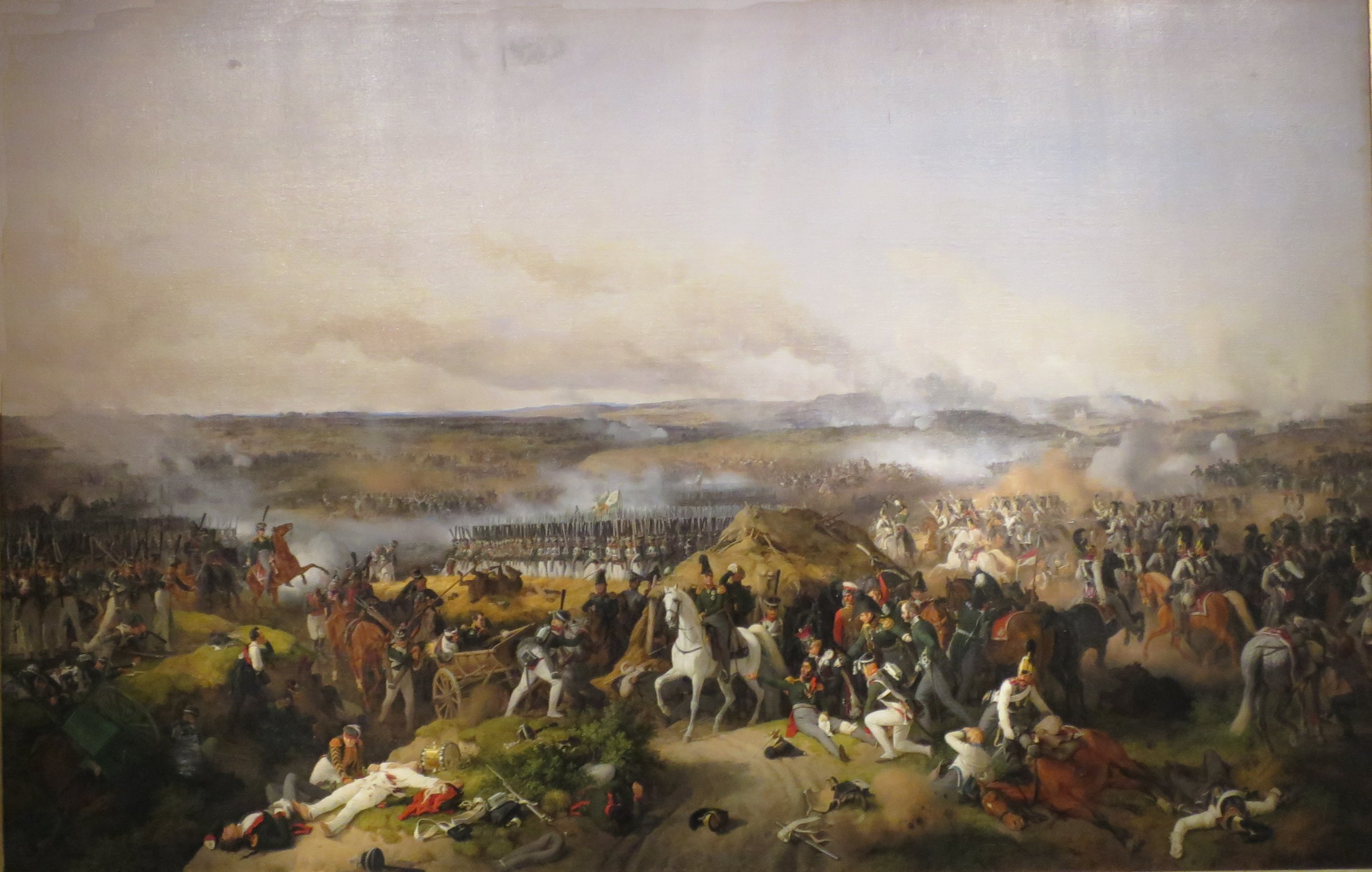
La bataille de Borodino, par Peter von Hess.

Les deux armées comptent chacune de 120 à 130 000 hommes. Un coup de canon tiré par les Français donne le signal, et l’action s’engage sur toute la ligne. Après quatre heures de combats opiniâtres, pendant lesquels 1 200 bouches à feu tirent, trois redoutes sont enlevées par le prince Eugène, les maréchaux Davout et Ney. Toutes les batteries russes sont successivement assaillies et enlevées. La plus formidable de leurs redoutes est emportée par les cuirassiers français.
Après avoir détruit par la mitraille la plus grande partie des masses qui résistent à son entrée, Napoléon fait manœuvrer le 8e corps et toute la droite pour tourner la dernière position des Russes. Il ordonne à la garde et à toute la cavalerie de soutenir ce mouvement. Eugène se porte en avant de la Kalouga, et dès ce moment l’issue de la bataille est certaine. À la tombée de la nuit, l’armée russe opère sa retraite en bon ordre vers Mojaïsk, laissant sur le champ de bataille 45 000 hommes hors de combat, dont 25 généraux et 15 pièces de canon. Les pertes des Français sont évaluées à 28 000 hommes tués ou blessés, dont 49 généraux.

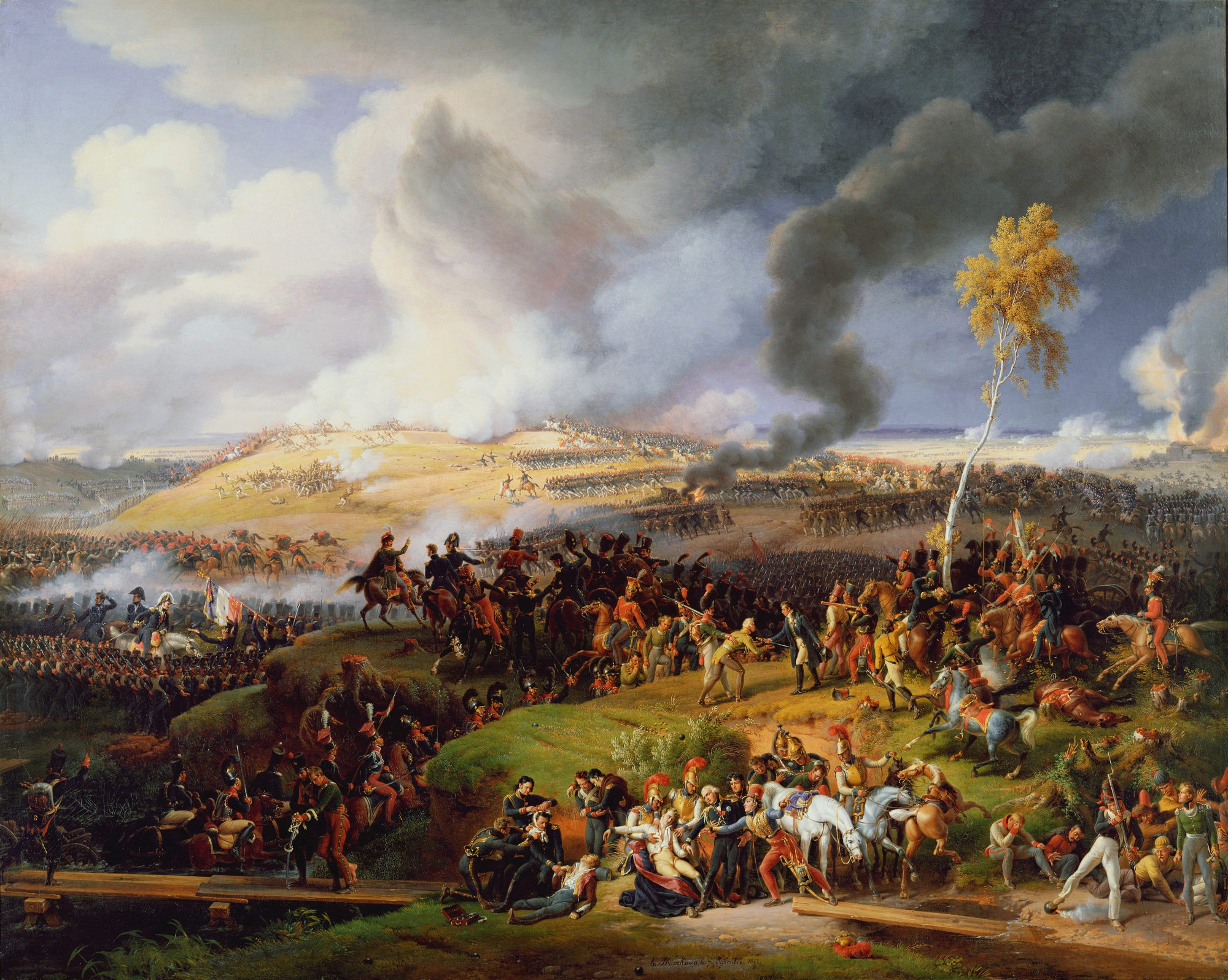
Bataille de la Moskowa, Louis-François Lejeune (1822).

On estime que 120 000 coups de canon ont été tirés durant l’action. Napoléon reste sur le champ de bataille, donnant des ordres pour faire transporter les blessés, tant russes que français, dans les hôpitaux établis sur ses lignes de retraite.
C’est aussi une des journées les plus sanglantes des guerres napoléoniennes. L’armée russe fait retraite le 8 septembre avec la moitié de ses forces, laissant ouverte la route de Moscou, que Koutouzov ordonne d’évacuer.
L’armée française victorieuse se met à la poursuite des Russes. Napoléon transporte son quartier général à Mojaïsk, ville située à vingt-six lieues à l’ouest de Moscou, que les Russes ont incendiée puis abandonnée.
À partir de là, les Russes rassemblent leur armée, qui atteint son effectif maximal, soit 904 000 hommes avec peut-être 100 000 hommes au voisinage immédiat de Moscou (les survivants de l’armée détruite à Borodino, en partie renforcée). La capacité des Russes à renouveler rapidement leurs effectifs est un avantage décisif à la fin de la campagne.

## La prise de Moscou

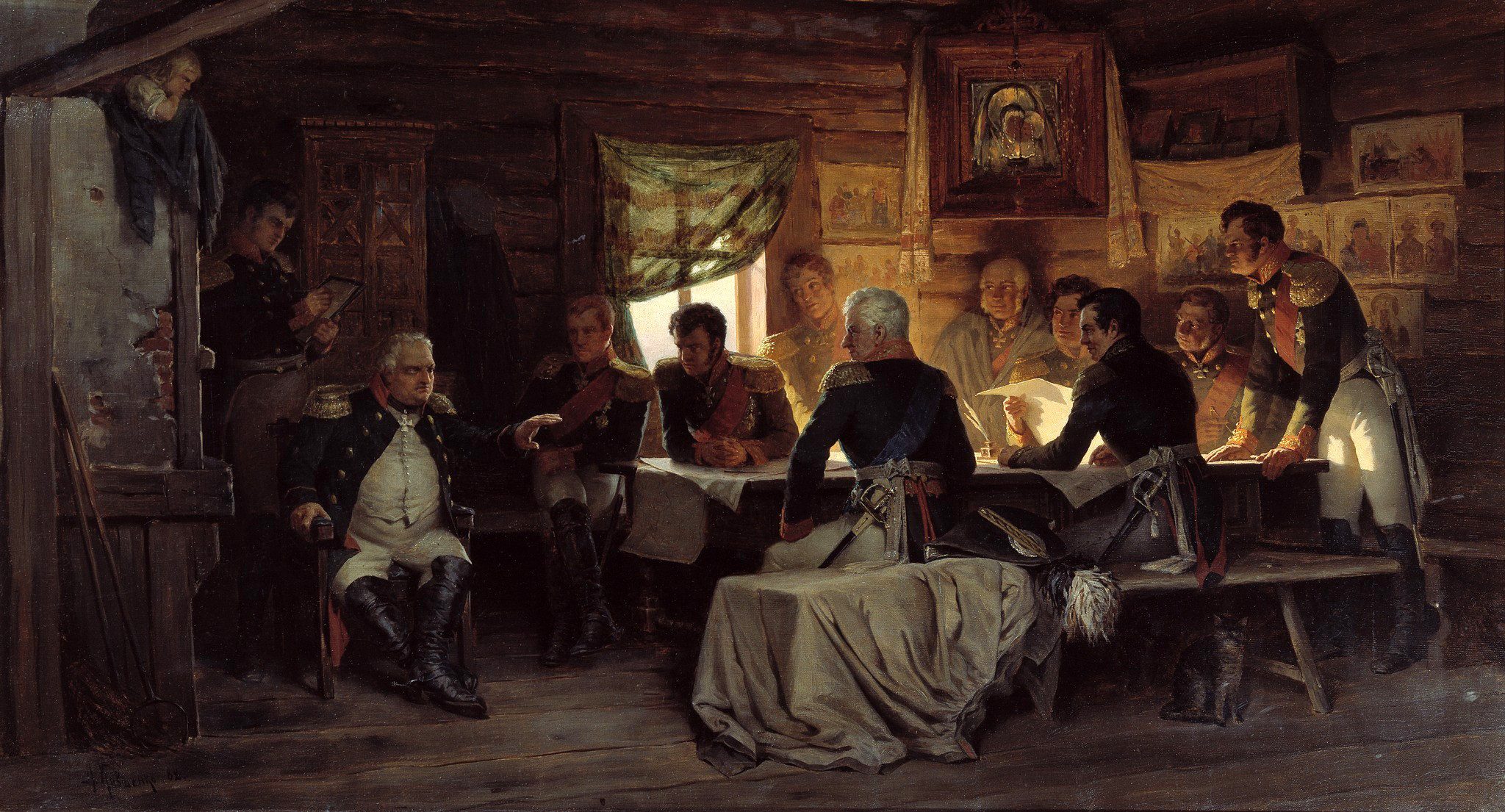
Conseil de guerre à Fili par Alexeï Kivchenko (1851-1895), 1880, galerie Tretiakov. Le tableau dépeint le conseil de guerre du 13 septembre suivant la bataille de la Moskova, on y voit l'état-major russe tenir conseil à Fili, dans la spacieuse isba du paysan André Savostianov. Koutouzov est assis à part dans un fauteuil pliant. Juste sous l'icône de la Vierge est assis Barclay de Tolly, la croix de saint Georges au cou. Sont présents le général aide de camp de Koutouzov, Kaïssarov, Fyodor Ouvarov, tenant un papier dans ses mains, Dokhtourov, Ostermann-Tolstoï la tête appuyée contre le cadre de la fenêtre, Raïevski, Konovnitzine, Iermolov debout, les mains sur la table, et von Bennigsen.

Le 13 septembre, Koutouzov, conscient que le repli systématique s'est révélé plus efficace que l'affrontement classique, réunit son état-major lors de la conférence de Fili. L'assemblée convient qu'il faut abandonner Moscou.

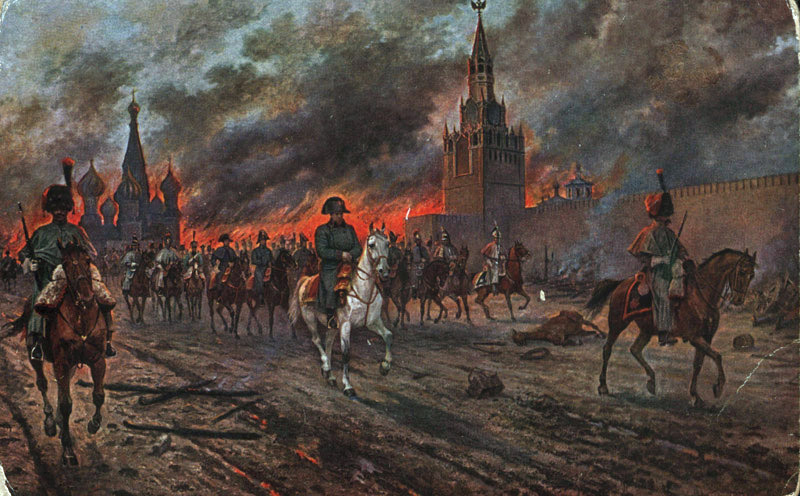
L'incendie de Moscou,.

Le 14 septembre (2 heures après midi), l’Empereur fait son entrée dans l’ancienne capitale de la Moscovie, avec sa garde et le premier corps. Napoléon entre dans une ville déserte, vidée de toute provision par le gouverneur, Fédor Rostoptchine, père de la célèbre comtesse de Ségur.
Seule 2 à 3% de la population de Moscou d'avant guerre est restée dans la ville, essentiellement des vieillards et des malades, tandis que le reste de la population a entamé une fuite vers l'est et le sud.
Le lendemain il s’établit au Kremlin, palais des tsars, situé au milieu de la ville. Le maréchal Mortier est nommé gouverneur de cette capitale, avec ordre d’employer tous les moyens pour empêcher le pillage. Des secours sont donnés aux blessés russes qui encombrent les hôpitaux, ainsi qu’aux Moscovites qui n’ont pas voulu suivre l’armée de Koutouzov.
En se basant sur les règles classiques de la guerre lors de la prise d’une capitale (même si Saint-Pétersbourg est la capitale à cette époque), il pense que le tsar Alexandre Ier lui offrirait sa capitulation sur le mont Poklonnaïa, mais le commandement russe ne se rend pas.

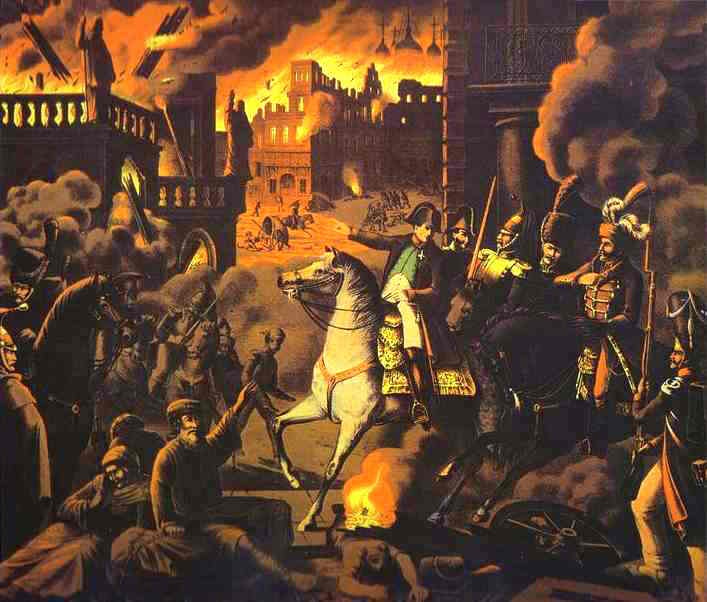
Les Français à Moscou.

Un armistice a été accordé aux Russes, et Napoléon, au milieu de ses triomphes, fait proposer la paix à Alexandre : il reçoit des réponses évasives, qui, néanmoins, font espérer qu’on pourrait tomber d’accord. Mais Napoléon et Alexandre ne veulent que gagner du temps, Napoléon pour compléter son armée, Alexandre parce qu’il est persuadé que les grands froids qui approchent vont obliger les Français à évacuer l’empire. Les événements justifient leurs prévisions.
Des feux démarrent à Moscou, et ravagent la ville du 14 au 18 septembre du calendrier grégorien (2 au 6 septembre du calendrier julien). Moscou, construite essentiellement en bois, brûle presque complètement, privant les Français d’abris dans la ville. Les incendies ont pour origine des sabotages russes. À un signal donné, le feu éclate dans mille endroits à la fois. C’est en vain que les Français font tous leurs efforts pour éteindre l’incendie : le ravage des flammes ne s’arrête que dans la soirée du 20 septembre, lorsque les neuf dixièmes de la ville sont en cendres : près de 4 000 maisons en pierre et 7 000 en bois, 20 000 malades ou blessés sont victimes de ce désastre.
Napoléon dit par la suite que s’il avait pu quitter Moscou deux semaines plus tôt, il aurait pu détruire l’armée de Koutouzov qui campait à proximité, à Tarutino. Même si cela n’aurait pas suffi à laisser la Russie sans défense, cela l’aurait privée de sa seule armée concentrée capable d’affronter les Français.

## Retraite

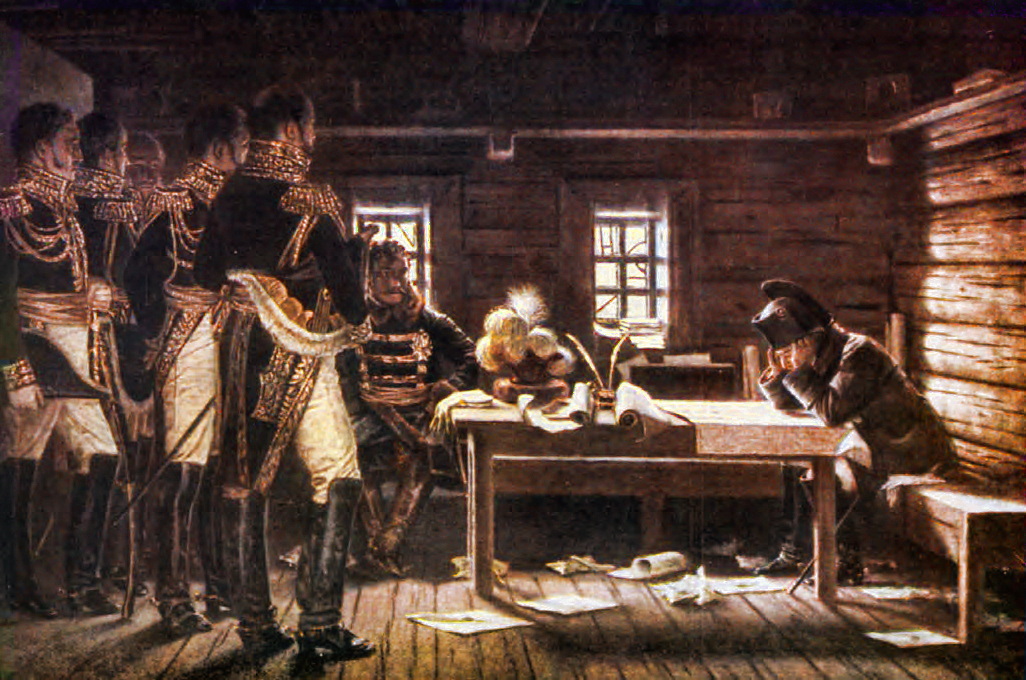
Napoléon et ses maréchaux discutant pour redresser la situation pendant la retraite, par Vassili Verechtchaguine.

Le 18 octobre, la retraite commence. L'armée impériale russe commandée par Koutouzov remporte la bataille de Winkowo sur un corps franco-polonais commandé par le roi de Naples, Joachim Murat.
Siégeant dans une ville en ruines sans avoir reçu la capitulation russe, et face à une manœuvre russe le poussant à quitter Moscou, Napoléon entame sa longue retraite. Il sort de Moscou le 19, et donne l’ordre à Mortier d’abandonner le Kremlin le 23, après l’avoir fait sauter, lui recommandant surtout de ne laisser en arrière ni blessés, ni malades. Dans sa marche rétrograde, l’armée est vivement harcelée par l’ennemi ; des escarmouches éclatent régulièrement.
À la bataille de Maloyaroslavets, Koutouzov peut enfoncer l’armée française sur la même route dévastée qu’ils avaient empruntée à l’aller. En continuant à bloquer le flanc sud pour empêcher les Français de prendre une autre route, Koutouzov déploie à nouveau la même tactique de partisans pour constamment attaquer le trajet français là où il est le plus vulnérable. La cavalerie légère russe, dont les Cosaques montés, attaque et détruit les unités françaises isolées.
Approvisionner l’armée devient impossible : le manque total de fourrage affaiblit les chevaux, presque tous meurent ou sont tués pour nourrir les soldats affamés. Sans chevaux, la cavalerie française cesse d’exister, et les cavaliers doivent marcher. De plus, le manque de chevaux fait que les canons et les chariots doivent être abandonnés, privant l’armée d’artillerie et de soutien logistique. Même si l’armée a pu rapidement remplacer son artillerie en 1813, le manque de chariots crée un immense problème logistique jusqu’à la fin de la guerre, alors que des milliers des meilleurs chariots militaires sont laissés en Russie. Comme la famine, les maladies et le froid extrême s’imposent, les désertions prennent alors de l’ampleur. La plupart des déserteurs sont faits prisonniers par les paysans russes : « La guerre des paysans armés (...) nous fait plus de mal que leur armée (...) », écrit Bourbon-Gravierre, ordonnateur de l'hospice civil.

### L'hiver russe

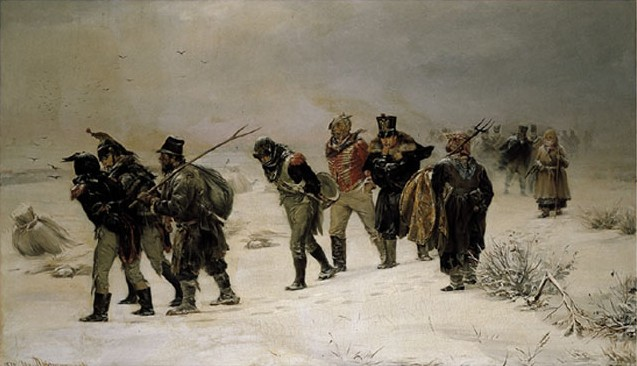
En 1812, par Illarion Prianichnikov.

À partir de novembre 1812, l’hiver russe cause de nouveaux tourments à l’armée française. Au contraire des Russes, les soldats et chevaux de la Grande Armée manquent d'équipements adaptés au froid et commencent à mourir de faim, de froid et de fatigue durant la marche.
Presque tout le monde allait à pied ; l'Empereur qui suivait dans sa voiture en descendait deux ou trois fois chaque jour et marchait aussi pendant quelque temps.
Le 7 novembre, alors qu’ils atteignent Smolensk, commencent les grands froids de l’hiver russe ; le thermomètre descend jusqu’à −22 °C et le sol se couvre de neige. Les chevaux non munis de fers à glace périssent par milliers au bivouac et bientôt, les hommes subissent le même sort. Des scènes d'anthropophagie sont décrites par des soldats et des officiers comme le général Sołtyk. Cependant, grâce aux dispositions prises par Napoléon, l’armée avance toujours. Le courage des soldats semble augmenter avec l’étendue des privations et des dangers.

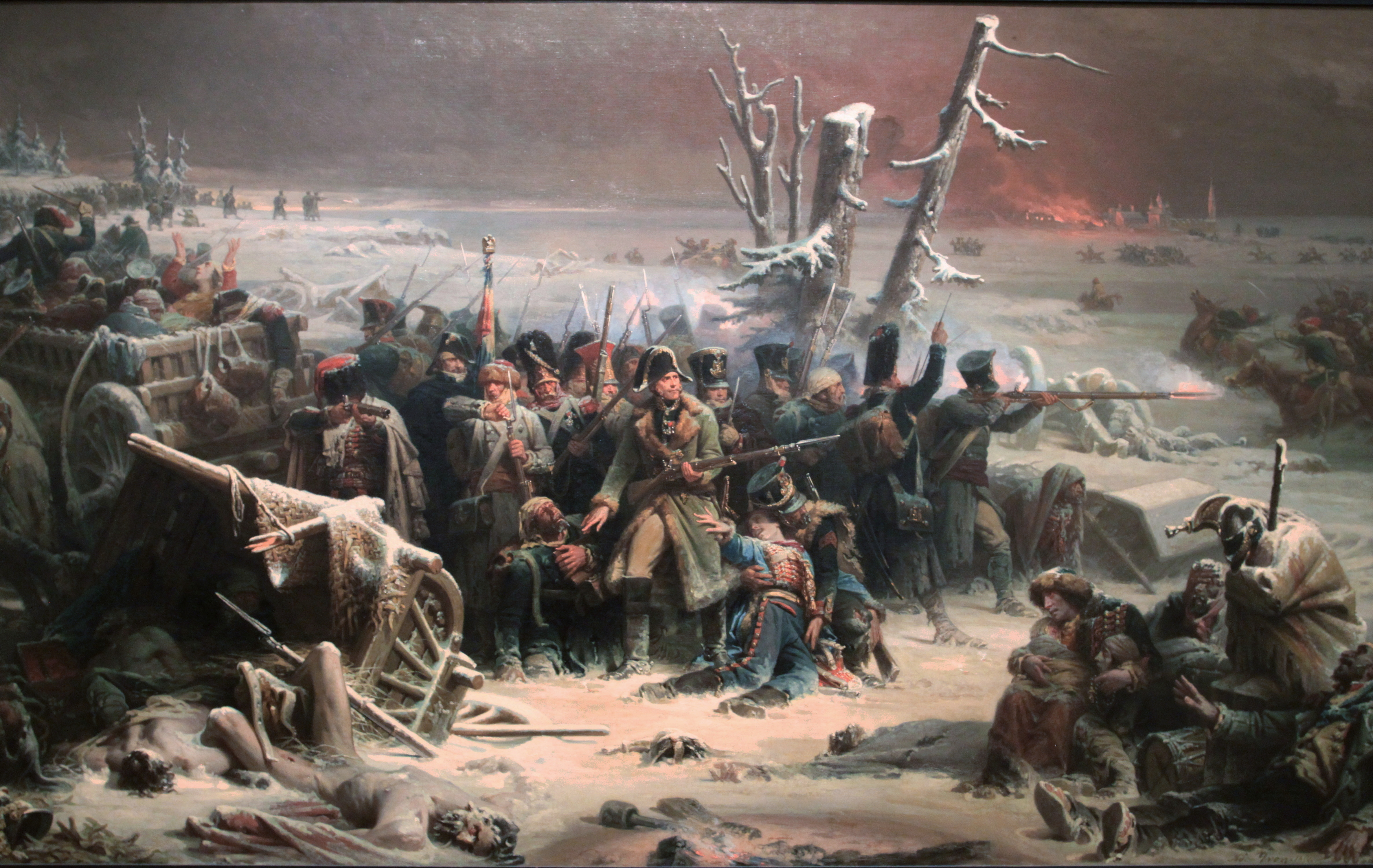
Tableau nommé « Le maréchal Ney soutenant l'arrière-garde » d'Adolphe Yvon.

Arrivé à Orcha, Napoléon, sans prendre un moment de repos, s’occupa de rétablir l’ordre que les combats et l’intempérie de la saison avaient dérangé. Il fit faire des distributions de vivres, d’armes et de munitions, et lire, dans les corps d’armée, un ordre du jour qui les rappelait à leurs devoirs, engageant les soldats à marcher en corps, et menaçant de punir ceux qui s’obstineraient à rester isolés. Les désirs de Napoléon furent accomplis, officiers et soldats rentrèrent dans leurs rangs, et avec eux, l’ordre et la discipline. Finalement, l’armée, avançant à marches forcées, arriva le 25 novembre sur la Bérézina, sur laquelle Napoléon fit jeter des ponts dont il présidait les travaux.

### Bataille de la Bérézina

Napoléon faisant retraite depuis Moscou, par Adolphe Northen.

La traversée de la rivière Bérézina amène une victoire tactique pour Napoléon quand Koutouzov, décidant que le temps est venu pour une bataille rangée, attaque la partie de l’armée française restée du mauvais côté de la rivière. Les Russes ayant été repoussés, tous les Français en arme peuvent franchir les ponts. Seuls restent de l’autre côté les malades, les blessés et les déserteurs ; ceux-là mêmes qui, par abattement et désespoir, ont refusé de passer les ponts durant la nuit précédant la bataille et qui ensuite se sont bousculés dans une cohue indescriptible au dernier moment (d’où l’expression proverbiale : « c’est la Bérézina »). Certains se noient dans la rivière, en tentant de la traverser à pied, car l’épaisseur de la glace n’est pas suffisante pour supporter leur poids.
Début décembre 1812, Napoléon apprend que le général Malet a tenté un coup d'État.
Avant d'atteindre Vilnius, à Smorgonie, le 5 décembre, Napoléon tient un grand conseil de guerre, donne ses instructions et le commandement des troupes à Murat, et part pour Paris, abandonnant son armée et rentrant en traîneau. Murat déserte plus tard pour sauver son royaume de Naples, laissant le vice-roi d'Italie et premier beau-fils de Napoléon, Eugène de Beauharnais, aux commandes.

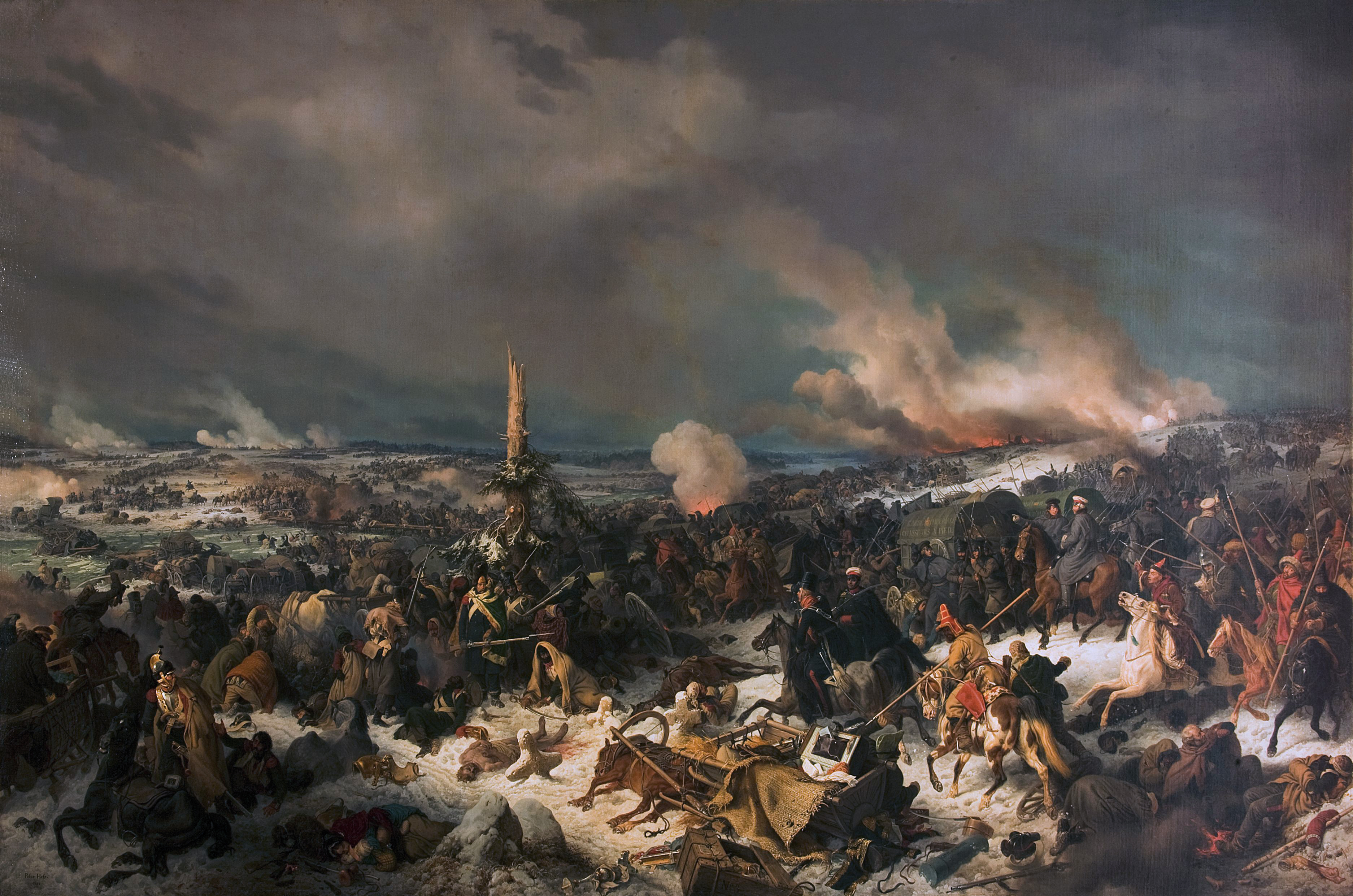
Bataille de la Bérézina.

Vilnius évacué, dans l'escarpement de Ponary sur la route vers Kaunas, la pente glacée fut fatale : dans sa dépêche à l'Empereur, Berthier écrit « ce fut là le moment de la perte définitive de toute l'artillerie, des fourgons et de tous les bagages ». Au cours des semaines suivantes, les restes de la Grande Armée se réduisent encore, et le 26 décembre 1812, ils sont expulsés du territoire russe.

## Les pertes humaines
Les dernières recherches sérieuses sur les pertes de la campagne de Russie sont données par Thierry Lentz. Du côté français, le bilan est d’environ 200 000 morts (la moitié au combat et le reste de froid, de faim ou de maladie) et de 150 000 à 190 000 prisonniers tombés entre les mains de Koutouzov. Il y eut aussi 50 000 disparus, surtout pendant la débâcle. Pour le reste, 130 000 soldats quittèrent la Grande Armée au cours de la marche sur Moscou et près de 60 000 se réfugièrent chez des paysans, nobles et bourgeois russes. Enfin, moins de 30 000 soldats repassèrent le Niémen avec Murat. Côté russe, les récentes publications d’Oleg Sokolov tendent à établir les pertes à 300 000 morts dont 175 000 au combat, ce qui est très important, mais, selon Thierry Lentz, invérifiable en l’état des études disponibles. Enfin, malgré des actes de générosité des deux côtés, les prisonniers qui tombèrent entre les mains des Français ou des Russes furent globalement maltraités. Dans le cas de l’armée italique au service de l’Empereur, un nombre très limité de soldats, partis d’Italie, revinrent de Russie, probablement un sur vingt-quatre ou un sur vingt-cinq et la grande majorité des soldats italiens de Napoléon morts au combat sont laissés sur le champ de bataille sans sépulture.
Après la chute de Napoléon, le rapatriement demandé par Louis XVIII des Français restés en Russie fut globalement un échec, car les candidats au retour furent peu nombreux. Plusieurs milliers de Français firent souche dans le pays des Tsars. En 1837, 3 200 vivaient à Moscou par exemple. Parmi ceux qui restèrent en Russie, le soldat de la Grande Armée Jean-Baptiste Savin, devenu par la suite Mikhail Andréïevitch Savine, serait mort à Saratov en 1894 à l’âge de 102 ans,.

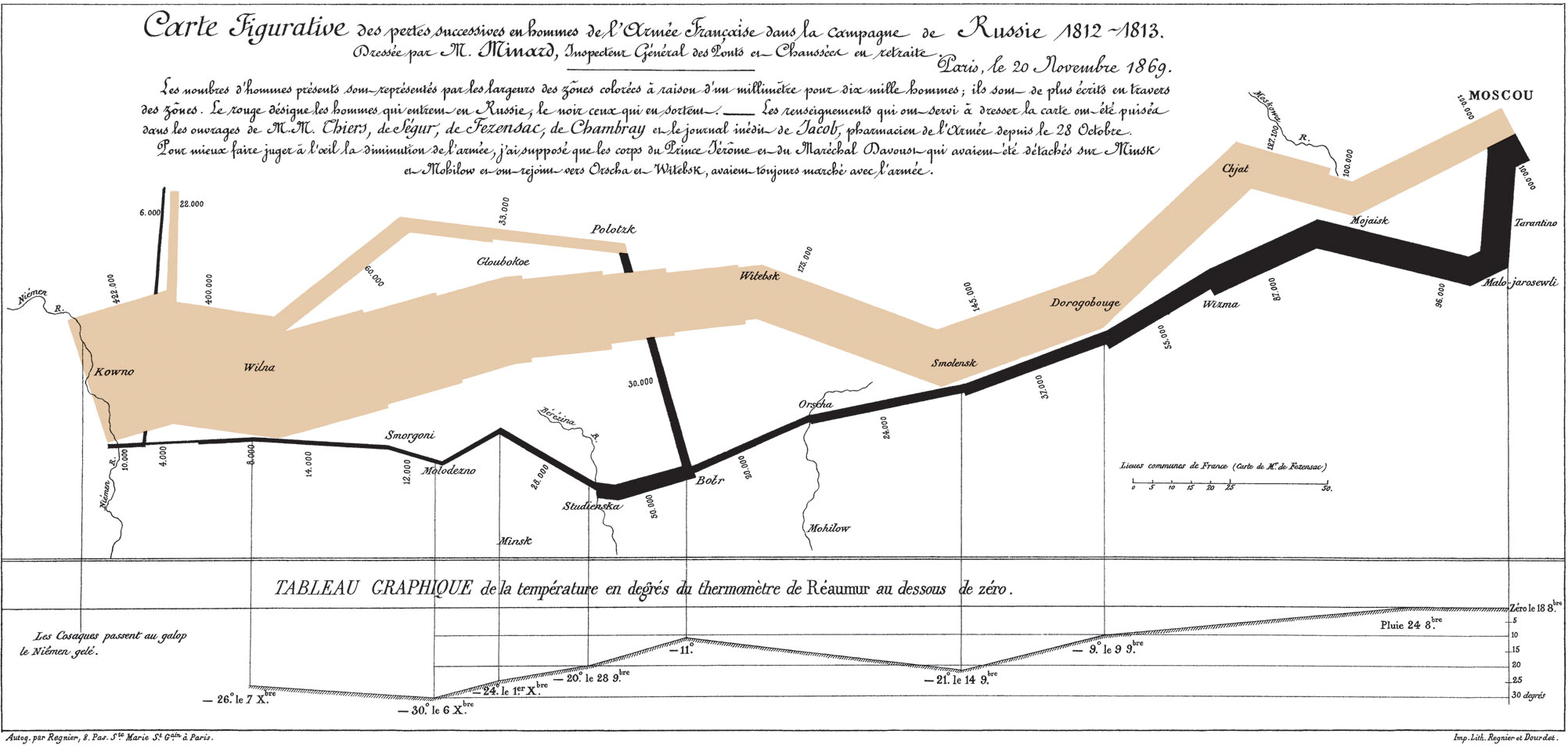
Un graphe par Charles Minard montrant les effectifs de la Grande Armée à l’aller et au retour de Moscou, par l’épaisseur de la ligne. En dessous, une fonction de la température en degré Réaumur (1 °R = 1,25 °C) se lisant de droite à gauche.

## Évaluation historique
Cette campagne révèle que Napoléon a grandement sous-estimé l’ampleur des difficultés qui l’attendaient, lui et son armée :
- sous-estimation de la logistique ;
- sous-estimation des aléas climatiques ;
- tactique de la terre brûlée des Russes, etc.

L'échec de la campagne de Russie en 1812 marque un coup d’arrêt sévère aux ambitions de domination européenne de Napoléon. Comme la défaite de la puissance navale française à la bataille de Trafalgar en 1805, la campagne russe est un tournant décisif des guerres napoléoniennes qui mène, en fin de compte, à la défaite de Napoléon et son exil sur l’île d'Elbe.
Pour la Russie, le terme guerre patriotique est un symbole renforçant l’identité nationale, qui a un grand impact sur le patriotisme russe du XIXe siècle. Le résultat indirect du mouvement patriotique des Russes est un fort désir de modernisation du pays qui se traduit par une série de révolutions, commençant avec la révolte des Décembristes et finit avec la révolution de février 1917.
L’année suivante, Napoléon lève une armée d’environ 400 000 soldats français soutenue par 250 000 soldats des pays alliés aux Français, pour disputer le contrôle de l’Allemagne lors d’une campagne encore plus grande. Ce n’est que lors de la bataille de Leipzig (la bataille des Nations, 16 au 19 octobre 1813) qu’il est de nouveau défait. Malgré quelques beaux succès, en dépit d'une forte infériorité numérique, la campagne de France en 1814 sonne les glas de ses espérances : Paris est prise et il doit abdiquer.
Poussés par les nationalistes prussiens et les commandants russes, des nationalistes allemands se soulèvent à travers la confédération du Rhin et la Prusse.

## Liste des commandants de l’armée russe
- Mikhail I. Koutouzov, commandant en chef
- Michel Barclay de Tolly, ministre de la Guerre
- Peter Wittgenstein, commandant de l’aile droite
- Piotr Bagration, commandant de l’aile gauche
- Nikolaï N. Raïevski, commandant russe majeur
- Dmitri S. Dokhtourov, commandant russe majeur
- Mikhaïl A. Miloradovitch, commandant russe majeur
- Alexandre I. Ostermann-Tolstoï, commandant russe majeur
- Alexeï P. Iermolov, général russe
- Alexandre Michaud de Beauretour, général sarde rallié aux Russes
- Mikhaïl S. Vorontsov, général russe
- Matveï I. Platov, ataman des Cosaques du Don
- Pavel V. Tchitchagov, ministre de la Marine en 1802 et commandant de l’armée de Moldavie

## Dans la culture

### Récits autobiographiques
- Eugène Labaume (capitaine), Relation complète de la campagne de Russie, Paris, 1820 ; Hachette/BNF, 2018 ; https://gallica.bnf.fr/ark:/12148/bpt6k6364609m/f14.item.texteImage
- Général Armand de Caulaincourt
  - En traîneau avec l'Empereur .
  - Mémoires (L'ambassade de Saint-Pétersbourg et la campagne de Russie)
- 1853 : Sergent Adrien Bourgogne, Mémoires.
- Guillaume Peyrusse, En suivant Napoléon, Dijon, Clea, 2009, 474 p.  (ISBN 978-2-913835-88-7), (BNF 42314718)
- 2015 : Sylvain Tesson, Berezina, récit de voyage autobiographique.

### Romans et autres œuvres de fiction
- Léon Tolstoï, Guerre et Paix, roman historique russe, 1865.
- Balzac, Adieu, drame historique, et Autre étude de femme (récit du général de Montriveau).
- Victor Hugo, première partie de L'Expiation, issu du recueil Les Châtiments.
- Patrick Rambaud, Il neigeait, roman historique.
- Armand Cabasson, Les Proies de l'officier, roman historique.
- Valéry Giscard d'Estaing, La Victoire de la Grande Armée, récit historique (histoire fiction), Perrin, 2001.
- Jasper Kent, Douze, Bragelonne, 2009, roman fantasy.

### Cinéma
- 1907 : L’Estafette de Louis Feuillade.
- 1910 :
  - Un épisode de 1812 de Ferdinand Zecca et Camille de Morlhon.
  - En temps de guerre (In tempo di guerra) de Società Italiana Cines.
  - Napoléon en Russie (Napoleon v Rossij) de Vassili Gontcharov et Inna Makarova.
- 1911 : Roland le Grenadier. Retraite de Russie 1812 de Luigi Maggi.
- 1912 : 1812 de Vassili Gontcharov, Kai Hansen et Alexandre Ouralsky (film russe).
- 1915 : Guerre et Paix (Война и мир) de Yakov Protazanov et Vladimir Gardin, film russe muet.
- 1921 :Guerre et Paix  de Joseph Kotolstov, film russe muet.
- 1944 : Koutouzov de Vladimir Petrov.
- 1956 : Guerre et Paix (War and Peace) de King Vidor avec Henry Fonda et Audrey Hepburn, film italo-américain condensant l'histoire.
- 1965-1967 : Guerre et Paix (Война и мир) de et avec Serge Bondartchouk et Ludmila Savelieva, adaptation russe en quatre époques. Filmé en 70 mm. Oscar du meilleur film étranger en 1968.
- 1975 : Guerre et Amour (Love and Death), film de Woody Allen avec Diane Keaton. Adaptation burlesque du roman.
- 2023 : Napoléon, film de Ridley Scott avec Joaquin Phoenix dans le rôle de Napoléon Bonaparte. La campagne de Russie est racontée.

### Télévision
- 1972 : Guerre et Paix, réalisé par John Davies avec Anthony Hopkins, adaptation par la BBC du roman de Tolstoï. Anthony Hopkins obtient la récompense du Meilleur Acteur BAFTA en 1972 pour son interprétation du rôle de Pierre Bézoukhov.
- 2000 : La Guerre et la Paix, captation de l'opéra de Prokofiev réalisée par François Roussillon avec Robert Brubaker (ca)[32].
- 2002 : Napoléon, adaptation télévisée en quatre épisodes de la vie de Napoléon Bonaparte réalisée par Yves Simoneau avec Christian Clavier dans le rôle de Napoléon Bonaparte. La campagne de Russie est racontée.
- 2007 : Guerre et Paix, adaptation télévisée en quatre épisodes, coproduite par sept pays européens, réalisée par Robert Dornhelm.
- 2016 : Guerre et Paix, adaptation en six épisodes par la BBC du roman de Tolstoï.

### Musique
- Ouverture solennelle 1812 composée par Piotr Ilitch Tchaïkovski en 1880 pour commémorer la victoire russe sur les armées napoléoniennes.

### Opéra
- 1942 : Guerre et Paix de Serge Prokofiev.

### Théâtre
- 2001 : le metteur en scène russe Piotr Fomenko fait une adaptation théâtrale des sept premiers chapitres de Guerre et Paix[33].
- 2014 : Guerre et Paix, adaptation pour théâtre de marionnettes, texte de Louis-Dominique Lavigne d'après Tolstoï, mise en scène Antoine Laprise, coproduction Le Théâtre du Sous-marin jaune et Le Théâtre de Quartier, au Théâtre de la Bordée à Québec[34].

### Comédie musicale
- 2012 : Natasha, Pierre & The Great Comet of 1812, adaptation d'une partie d'environ 70 pages du roman de Tolstoï, produite à Broadway en 2016 avec Josh Groban dans le rôle de Pierre et Denée Benton dans le rôle de Natasha. Une controverse fit clore le spectacle à Broadway le 3 septembre 2017.

### Source
Charles Mullié, Biographie des célébrités militaires des armées de terre et de mer de 1789 à 1850, 1852 .